# 사동중학교
사동중학교(巳洞中學校)는 대한민국 경상북도 경산시 사동에 있는 공립 중학교이다.

## 학교 연혁
- 2001년 8월 9일 : 사동중학교 설립 인가
- 2003년 3월 1일 : 개교, 본관 건물 준공(25개 교실)
- 2003년 3월 1일 : 초대 김창수 교장 취임
- 2003년 3월 4일 : 제1회 입학식 거행
- 2004년 8월 31일 : 디지털도서관(돋을볕도서관) 구축
- 2005년 1월 6일 : 보통교실 5실 증축(30개 교실) 및 다목적강당 준공
- 2006년 10월 25일 : 특별동 3층(음악실, 미술실) 준공
- 2008년 3월 1일 : 경상북도 지정 창의성교육 시범학교(2년간)
- 2012년 2월 25일 : 자율학교 지정 (2012.3.1.부터 3년간)
- 2014년 3월 1일 : 탁구장 준공
- 2017년 3월 1일 : 교육과정(STEAM) 정책 연구학교 지정 (2017.3.1.~2019.2.28.)
- 2020년 3월 1일 : 바르게 걷기 운동 연구학교(2020.03.01~2021.02.28.)
- 2021년 3월 1일 : 온라인 콘텐츠 교과서 활용 선도학교(2021.03.01.~2022.02.28.)
- 2022년 3월 1일 : 제10대 여성동 교장 부임
- 2022년 12월 30일 : 제18회 졸업식(졸업생 262명, 졸업생누계 5,079명)
- 2023년 3월 1일 : 자율학교 지정(2023.03.01.~2025.02.28.)
- 2023년 3월 2일 : 신입생 입학(9학급 213명)

## 참고 자료
- 사동중학교 - 한국교육학술정보원 학교알리미